# Pseudechiniscus spinerectus
Pseudechiniscus spinerectus är en djurart som tillhör fylumet trögkrypare, och som beskrevs av Pilato, Binda, Napolitano och Moncada 200. Pseudechiniscus spinerectus ingår i släktet Pseudechiniscus och familjen Echiniscidae. Inga underarter finns listade i Catalogue of Life.